# Kościół Nawiedzenia Najświętszej Maryi Panny w Lubsku
Kościół pw. Nawiedzenia Najświętszej Maryi Panny w Lubsku – jeden z dwóch rzymskokatolickich kościołów parafialnych, w Lubsku, w powiecie żarskim, w województwie lubuskim.

## Historia
Jest to najstarszy obiekt sakralny w mieście. Najwcześniejsza wzmianka o świątyni pochodzi z 1315 roku. W dokumencie tym jest jednak mowa o ufundowaniu kościoła w 1289 roku. Z tego wynika, że kościół został ukończony w II połowie XIII stulecia. Według źródeł staroniemieckich, kościół „stał już w roku 1106, gdy miasto otrzymało pierwszy przywilej od Margrabiego Łużyckiego”. W świątyni zachowały się: ołtarz główny, ambona i chrzcielnica.

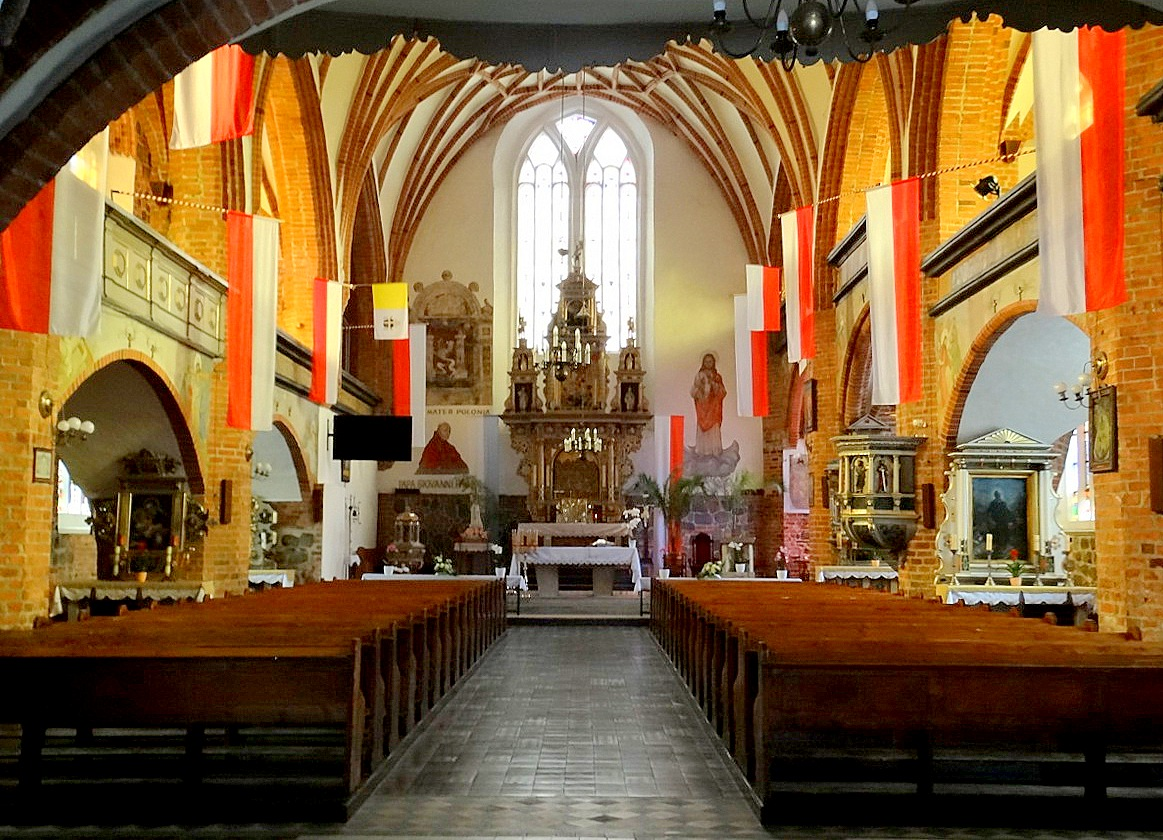
Wnętrze świątyni

W dniu 13 lipca 1496 roku w mieście wybuchł pożar, który zniszczył kościół. Zostały zniszczone: dach i wnętrze. Zachowały się tylko mury. Świątynia była odbudowywana przez 20 lat. W 1589 roku wieża została rozbudowana oraz został zbudowany nowy ołtarz. W 1795 roku aptekarz Sternberg nakazał wybudować nowy chór do ufundowanych przez niego organów.

## Architektura
Z przełomu XV i XVI wieku pochodzi m.in. szczyt wschodniej fasady, w formie schodkowej, ozdobiony prostokątnymi, rozdzielonymi krzyżowo blendami, zakończony sterczynami i sygnaturką. Z epoki gotyku pochodzą także ostrołukowe okna oraz iglica, będąca zwieńczeniem wieży z XIII wieku. Renesansowa jest natomiast attyka ozdabiająca wieżę.